# Aéroport international de Sfax-Thyna
L'aéroport international de Sfax-Thyna (code IATA : SFA • code OACI : DTTX) (arabe : مطار صفاقس طينة الدولي) dessert Sfax et plus généralement toute la région du Sahel tunisien.
Situé à six kilomètres au sud-ouest de Sfax, il est mis en exploitation en 1980 et couvre une superficie de 327 hectares sur le territoire de la municipalité de Thyna. Il est la base d'opération de la compagnie aérienne tunisienne Syphax Airlines.
Comme la grande majorité des aéroports tunisiens, l'aéroport est géré par l'Office de l'aviation civile et des aéroports.

## Présentation
Également base aérienne de l'armée tunisienne, l'aéroport a connu plusieurs extensions et aménagements dont les plus importants demeurent l'aménagement et le remodelage de l'aérogare en 1988, le renforcement et l'extension de la piste en 1989, la construction d'une aérogare pour le fret en 1996, la mise en service de nouvelles infrastructures (hangar, taxiways, parking pour avions, etc.), la réhabilitation et le renforcement de la piste et enfin la construction d'une nouvelle tour de contrôle et d'un bloc technique. L'aéroport traite 74 000 passagers en 2006 et 185 803 en 2012.
D'une capacité de 200 000 passagers par an, l'actuelle aérogare s'étend sur 2 000 m2. Une nouvelle aérogare de 8 000 m2, composée de trois bâtiments et mise en construction le 8 novembre 2005, est inaugurée le 22 décembre 2007. D'un coût global de seize millions de dinars, elle dispose d'une capacité d'accueil de 500 000 passagers. Une enveloppe globale de 25 millions de dinars a par ailleurs été consacrée à l'aéroport pour lui donner un coup de lifting total (tour de contrôle, piste et parkings). Des travaux sont prévus à partir de 2013 pour l'extension du parking avions sur une superficie totale de 17 000 m2 et pour l'extension de l'aérogare afin de pouvoir accueillir 1 000 000 de passagers par an.
L'aéroport a abrité le siège social de Syphax Airlines.

## Situation
| \| 50 km1:6 099 000 \| Djerba · Zarzis Tunis · Carthage Enfidha · Hammamet Gabès · Matmata Gafsa · Ksar Monastir · Habib-Bourguiba Sfax · Thyna Tabarka · Aïn Draham Tozeur · Nefta El Borma Remada Borj · El Amri |
| 50 km1:6 099 000 |

## Compagnies aériennes et destinations
| Compagnies        | Destinations            |
| ----------------- | ----------------------- |
| Afriqiyah Airways | Misrata, Tripoli-Mitiga |
| Libyan Airlines   | Tripoli-Mitiga          |
| Transavia France  | Paris-Orly              |

Actualisé le 25 novembre 2024